# Stig Freyschuss
Stig Karl Lennart Freyschuss, född den 1 juni 1922 i Göteborg, död den 28 september 2023, var en svensk mikrobiolog.
Efter studentexamen i Stockholm 1943 avlade Freyschuss filosofie kandidatexamen vid Stockholms högskola 1948 och filosofie licentiatexamen där 1952. Han blev assistent vid Kungliga Tekniska högskolan 1948, anställd vid Svenska träforskningsinstitutet 1950 och forskare vid Nynäs oljeraffinaderi i Nynäshamn 1952. Freyschuss var föreståndare för mikrobiologiska institutionen vid Svenska träforskningsinstitutet 1954–1957 och för Skogsindustrins vattenlaboratorium 1958–1965 samt verkställande direktör för Institutet för vatten- och luftvårdsforskning 1966–1982. Han invaldes som ledamot av Ingenjörsvetenskapsakademien 1973.
Stig Freyschuss var son till disponent Nils Freyschuss och Lilly, född Pettersson. Han gifte sig 1958 med docent Ulla Naumburg (1932–2014), dotter till ingenjör Vitalis Naumburg och Viola, född Ede.